# Attilio Mordini
Attilio Mordini di Selva (Florença, 22 de junho de 1923 – Florença, 4 de outubro de 1966) foi um teólogo, filósofo, esoterista, linguista, engenheiro militar e escritor toscano que, acompanhado por uma geração de tradicionalistas estudiosos do hispanismo e do germanismo, ajudou a estabelecer a base de uma concepção "neogibelina" entre católicos europeus e sul-americanos.

## Biografia
Attilio Mordini della Selva, de nobilíssima família florentina, recebeu educação inicialmente pelos piaristas e depois pelos salesianos. No início da Segunda Guerra Mundial, alistou-se na Milícia Voluntária para a Segurança Nacional e, a partir de 8 de setembro de 1943, serviu no departamento de engenheiros da 4.ª Divisão Panzer na Frente Oriental. De volta à Itália, após sofrer com um congelamento de um dos pés na frente ucraniana, ingressou na República Social Italiana, sendo condenado à prisão pelo lado vencedor no final da guerra: neste período, contraiu tuberculose. Retomou os estudos universitários e, sob orientação do germanista Vittorio Santoli, formou-se com nota máxima numa tese em literatura alemã. No mesmo período foi admitido na Pontifícia Universidade Gregoriana.
Colaborou na revista L'Ultima, fundada pelo poeta Giovanni Papini, e em várias publicações católicas como L'Alfiere, Il Ghibellino, Carattere e Adveniat Regnum. Nos anos 1964 e 1965 tornou-se um respeitado professor de italiano na Universidade de Quiel e, durante sua estadia na Alemanha, colaborou com a revista de teologia e ciência das religiões Kairos, publicada pelos beneditinos de Salzburgo.
Manteve uma relação colaborativa e epistolar com expoentes do mundo cultural, entre eles: Giano Accame, Gianni Baget Bozzo, Fausto Belfiori, Titus Burckhardt, Alfredo Cattabiani, Adolfo Oxilia, Silvano Panunzio, René Pechère, Pietro Porcinai, Adriana Zarri e Sergio Quinzio. Suas correspondências estão guardadas em Roma, na Fundação Ugo Spirito e Renzo De Felice.
Foi o autor do verbete "O trabalho à luz cristã" da Moderna Enciclopedia del Cristianesimo publicada pela Edição Paoline. Integrou a Ordem Terceira de São Francisco com o nome de Frei Alighiero. Em seus escritos analisou, numa síntese personalíssima, o processo da civilização cristã, da Encarnação até os dias de hoje.
Depois de uma vida de sofrimento e dor, rodeado por um cenáculo cultural e espiritual de jovens estudantes, dentre eles o ecumenista (e continuísta) Franco Cardini e o lefebvrista conde Neri Capponi, morreu em Florença em 4 de outubro de 1966, dia da festa de São Francisco de Assis.
Nazifascismo
Após o fim de seu cárcere, Mordini manteve contato com personalidades fascistas italianas no pós-guerra. No decorrer dos anos 50 e 60, apoiou as indicações eleitorais do Movimento Social Italiano, coordenado pelo também veterano Giorgio Almirante. Durante este período, após atacar o pacifismo e o progressismo do partido da Democrazia Cristiana (Democracia Cristã), chegou a ser acusado publicamente de heresia pelo então prefeito de Florença (e representante da esquerda do partido), Giorgio La Pira (hoje em procresso de beatificação e a quem Mordini acusava de falso tradicionalista).
Mordini recusava o racismo científico e também nazismo, enxergando-os como um produto da modernidade e opostos tanto à doutrina católica quanto às tradições autênticas. Ainda assim inspirou-se, provavelmente graças a sua formação germanista, em alguns estudos de Alfred Rosenberg para compor alguns de seus escritos.
Também se mostrou um crítico do nacionalismo de uma maneira geral:
Quanto ao suposto nacionalismo italiano e alemão, muito se especulou para lançar poeira aos olhos dos ingênuos; na realidade, ambos nasceram apenas em 1848, quando o nacionalismo francês já tinha muitos séculos e o imperialismo inglês já estava atingindo seu esplendor. Os jovens nacionalismos italiano e alemão surgiram apenas para reagir a todos os outros nacionalismos que em 1748, em Aquisgrão, acabaram por substituir a construção tradicional do império católico pelo império do medo, com o compromisso dos cinco estados mais fortes, ameaçadores e hostis, que lutaram uns contra os outros. E devemos agradecer aos combatentes italianos e alemães da última guerra mundial se hoje todo nacionalismo soberbo está definitivamente erradicado na Europa. 
Tradicionalismo
Um dos maiores expoentes da concepção católica gibelina da Cristandade, Mordini se diferenciava de autores pagãos gibelinos como Evola, Ruta e até mesmo de uma de suas maiores influências, o guelfo branco Dante Alighieri, ao alinhar sua doutrina política com o ultramontanismo e até mesmo a concepção de infalibilidade papal. Segundo o tradicionalista polonês Jacek Bartyzel, a árdua tarefa de Mordini no decorrer da vida foi "catolicizar o evolianismo" através da renovação da Teologia Imperial da Era cristã, extraindo a base de seu trabalho da obra dantesca Monarchia Universalis. De acordo com Primo Siena, um de seus alunos, a concepção mordiniana, considerando que a Roma pré-cristã criara uma "cópia falsa da Divindade autêntica", rejeita a apologia evoliana do "imperialismo pagão" e, centrando-se nas obras de Francisco de Assis, gira entorno do princípio de povertà regale (ou pobreza real, cujo exemplo-mor, Henrique Liudolfinga, é o único imperador germânico a ser canonizado pela Igreja Católica).
Mordini cría que a fratura entre os dois Vigários de Cristo na terra, o Papa (poder espiritual) e o Imperador Romano (poder temporal) – alavancada e arquitetada tanto pela França quanto pela classe burguesa das cidades-estado italianas –, havia sido a causa central pela qual Lutero e a nobreza imperial, aproveitando-se da fraqueza institucional do imperador Carlos V, foram capazes de consolidar o protestantismo (rebelião espiritual) e consequentemente um maior enfraquecimento da Cristandade enquanto Império Universal (rebelião política). Assim, concluía que a vitória da Rebelião Protestante, que por sua vez encontraria um leal aliado na França "católico-galicana" rival do Sacro Império e da Espanha dos Habsburgo, teria sido também a consolidação do "politeísmo político" da modernidade, uma vez que os estado-nações, sendo historicamente contrapostos ao Império Católico (imitação por excelência da hierarquia dos Reino dos Céus), eram como as diversas divindades pagãs que se opunham à adoração do Deus Único.
Apesar de apoiar um claro e evidente autoritarismo e de manter contato com círculos fascistóides, ainda que paradoxalmente mantendo um tradicionalismo político e religioso intransigente, Mordini também era um crítico do tradicionalismo (especialmente o francês). Durante uma conferência no 1º Convegno Tradizionalista Italiano de Nápoles, em 26 de maio de 1962, disse:
Se tivéssemos a oportunidade e o tempo de considerar todo o tradicionalismo contemporâneo que aparece em homens como Joseph de Maistre, De Bonald até Maurras, veríamos como suas fraquezas eram, numa análise final, as de reduzirem a si mesmos, de um modo ou de outro, a campeões da autoridade do Estado e da monarquia nacional; o que praticamente significa reduzir a Tradição a uma ideologia política mais ou menos coberta por religiosidade.
Ainda que tenha sido influenciado em seus estudos das religiões tradicionais por René Guénon e Julius Evola, Mordini se destacou pelo caráter católico de seus escritos, indo contra a onda do tradicionalismo pagão e islâmico que se instalavam como doutrinas dominantes em diversos círculos tradicionalistas italianos. Separou-se definitivamente de Evola na mesma época em que estabeleceu, em sua casa na Via della Pergola (Florença), um cenáculo de estudos católicos que atraiu alguns destes jovens, como o autor contrarrevolucionário Giovanni Cantoni.
Foi uma das primeiras personalidades a divulgar a causa e a veneração de Carlos I d'Áustria, beatificado pela Igreja Católica no século XXI.

## Principais obras
- Il segno della Carne, escrito sob o psudeônimo Ermanno Landi, La fronda, Firenze 1956
- Dal Mito al materialismo, Il Campo Editore, Firenze 1966
- Giardini d'Oriente e d'Occidente, Fabbri, Milano, 1966 (com Pietro Porcinai)
- Verità del linguaggio, Volpe, Roma 1974
- Il Mito primordiale del Cristianesimo quale fonte perenne di metafisica, Scheiwiller, Milano 1976
- Il mistero dello Yeti alla luce della tradizione biblica, Il Falco, Milano 1977
- Il Tempio del Cristianesimo, Settecolori, Vibo Valentia 1979
- Francesco e Maria, Cantagalli, Siena 1986
- Il mito antico e la letteratura moderna, Solfanelli, Chieti 1989
- Il cattolico ghibellino, Il Settimo Sigillo, Roma 1989
- Verità della Cultura, Il Cerchio, Rimini 1995
- Passi sull'acqua. Dai Quaderni d'appunti (1954-1961), Ed. Europa- Settimo Sigillo, Roma 2000
- Povertà regale, Cantagalli, Siena 2001
- Il Tempio del Cristianesimo (nova edição), Il Cerchio, Rimini 2006
- Il segreto cristiano delle fiabe, Il Cerchio, Rimini 2007
- Il mistero dello Yeti (nuova edizione), Cantagalli, Siena, 2012
- L' ordine costantiniano di S. Giorgio. La regola di S. Basilio e altri scritti di simbologia e cavalleria (1960-1964), Thule, Palermo, 2017.
- lIl Mito primordiale del Cristianesimo quale fonte perenne di metafisica (nuova edizione), Il Cerchio, Rimini 2019.